# Cohors I Noricorum

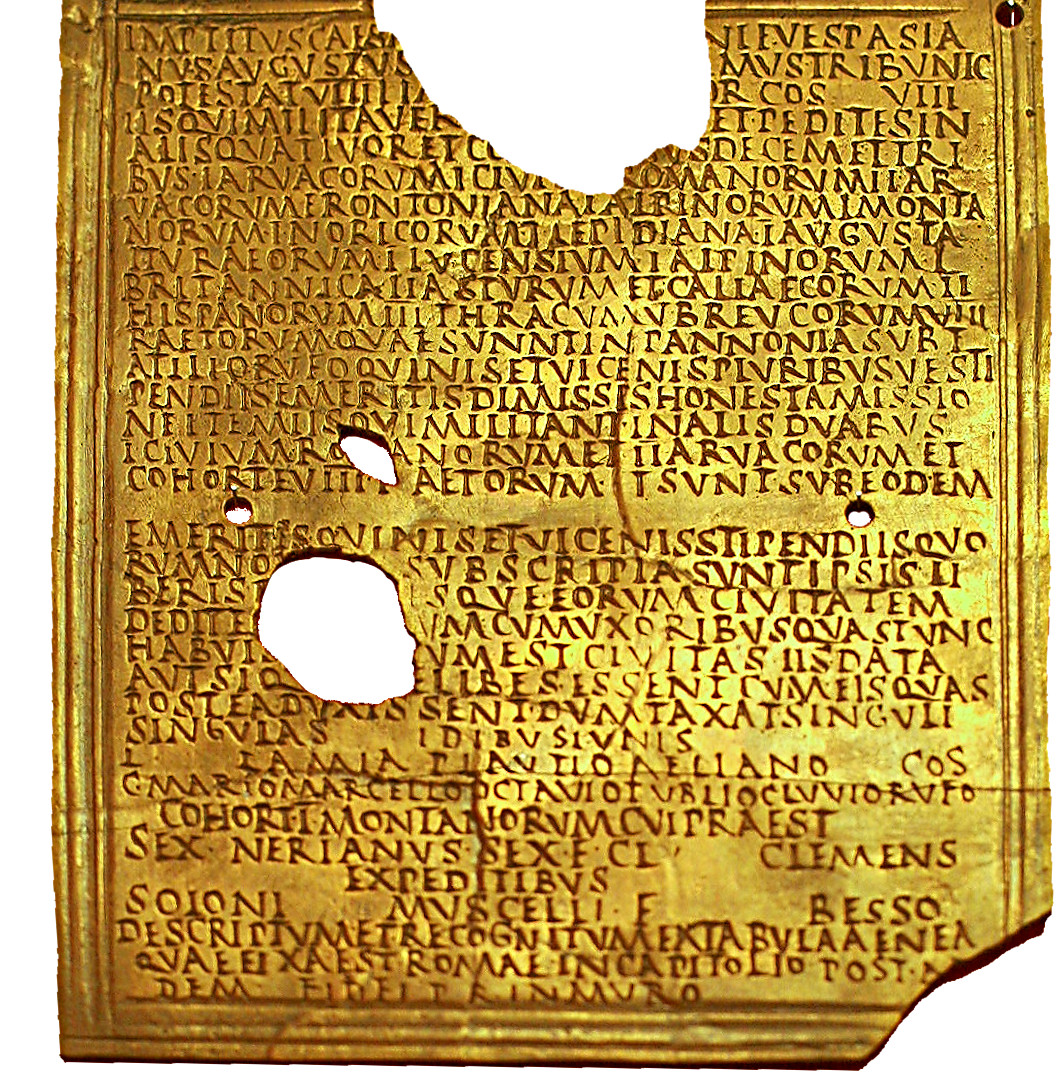
Das Militärdiplom vom 13. Juni 80 n. Chr.

Die Cohors I Noricorum [equitata] [Antoniniana] [Gordiana] (lateinisch für „1. Kohorte der Noriker [beritten] [die Antoninianische] [die Gordianische]“) war eine römische Auxiliareinheit. Sie ist durch Militärdiplome, Inschriften und Ziegelstempel belegt.

## Namensbestandteile
- Noricorum: der Noriker. Die Soldaten der Kohorte wurden bei Aufstellung der Einheit aus dem keltischen Volk der Noriker auf dem Gebiet der röm. Provinz Noricum rekrutiert.

- equitata: teilberitten. Die Einheit war ein gemischter Verband aus Infanterie und Kavallerie. Der Zusatz kommt in Inschriften[1] vor.

- Antoniniana: die Antoninianische. Eine Ehrenbezeichnung, die sich auf Caracalla (211–217) bezieht. Der Zusatz kommt in einer Inschrift[2] vor.

- Gordiana: die Gordianische. Eine Ehrenbezeichnung, die sich auf Gordian III. (238–244) bezieht. Der Zusatz kommt in einer Inschrift[3] vor.

Da es keine Hinweise auf den Namenszusatz milliaria (1000 Mann) gibt, war die Einheit eine Cohors quingenaria equitata. Die Sollstärke der Kohorte lag bei 600 Mann (480 Mann Infanterie und 120 Reiter), bestehend aus 6 Centurien Infanterie mit jeweils 80 Mann sowie 4 Turmae Kavallerie mit jeweils 30 Reitern.

## Geschichte
Die Kohorte war in der Provinz Pannonia stationiert. Sie ist auf Militärdiplomen für die Jahre 80 bis 193 n. Chr. aufgeführt.
Die Einheit war vermutlich bereits während der Regierungszeit von Claudius (41–54) in Pannonia stationiert. Durch ein Diplom ist sie erstmals für das Jahr 80 in der Provinz nachgewiesen. In dem Diplom wird die Kohorte als Teil der Truppen (siehe Römische Streitkräfte in Pannonia) aufgeführt, die in der Provinz stationiert waren. Weitere Diplome, die auf 84 bis 193 datiert sind, belegen die Einheit in Pannonia (bzw. ab 110 in Pannonia Inferior).
Der letzte Nachweis der Kohorte beruht auf einer Inschrift, die auf 240 datiert wird.

## Standorte

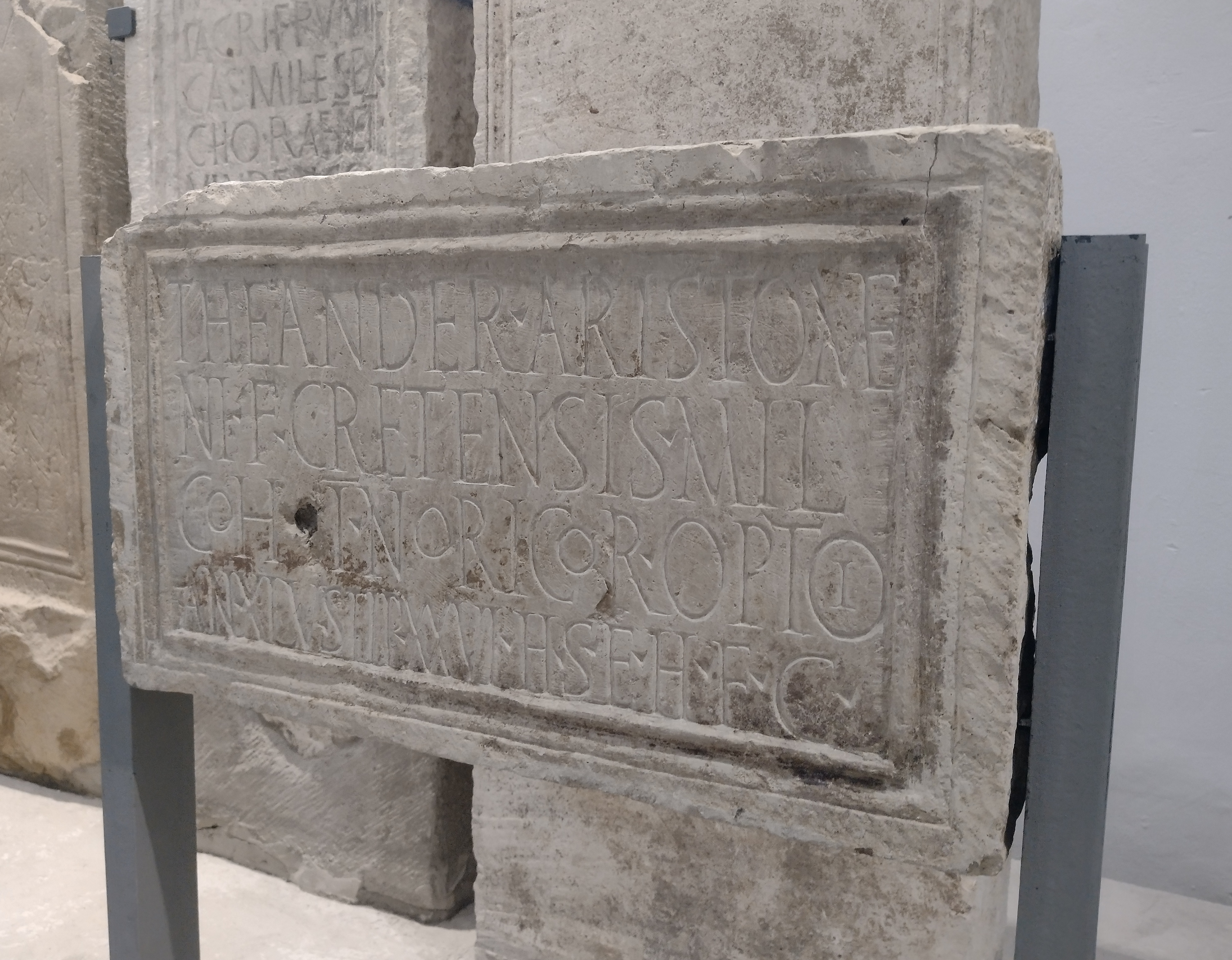
Grabstein des Kreters Theander, Optio der 1. Noriker-Kohorte

Standorte der Kohorte in Pannonia waren möglicherweise:
- Ad Statuas (Várdomb)
- Alisca (Őcsény)
- Brigetium (Komárom)
- Lugio (Dunaszekcső): Inschriften[8] wurden hier gefunden.
- Kastell Szekszárd

Ziegel mit den Stempeln der Einheit wurden beim Kastell Zwentendorf gefunden.

## Angehörige der Kohorte
Folgende Angehörige der Kohorte sind bekannt.

### Kommandeure
| - Lucius Volcacius Primus, ein Präfekt | - M(arcus) M[]: er wird auf dem Diplom von 147 als Kommandeur genannt. |

### Sonstige
| - [?] (CIL 3, 3300) - L(ucius) Marcius Blandus, ein Veteran und ehemaliger Decurio (CIL 3, 10791) | - Theander, ein Optio (AE 1965, 251) - Ti(berius) Claudius Attucius, ein Missicius (AE 1974, 475) |